# Tjitske Wassenaar
Tjitske Wassenaar is een Nederlands inline-skater, marathonschaatsster en langebaanschaatsster.
Wassenaar was bij de junioren A drievoudig Nederlands kampioen marathonschaatsen.
In 2016 stond Wassenaar op de startlijst van de NK Afstanden op het onderdeel massastart, maar zij is niet van start gegaan.

## Records

### Persoonlijke records[5]
| Afstand    | Tijd    | Datum          | Baan       |
| ---------- | ------- | -------------- | ---------- |
| 500 meter  | 41,17   | 17 maart 2012  | Heerenveen |
| 1000 meter | 1.21,51 | 16 maart 2013  | Heerenveen |
| 1500 meter | 2.05,80 | 6 oktober 2013 | Inzell     |
| 3000 meter | 4.31,00 | 16 maart 2013  | Heerenveen |